# Ионишкис (Молетский район)
Ионишкис — небольшой город в Литве, административный центр одноимённого староства Молетского района. По данным переписи населения 2011 года, в Ионишкисе проживало 258 человек.

## География
Ионишкис расположен в юго-восточной части района на берегу озера Орина. Расстояние до города Молетай составляет 27 км.

## История
Населённый пункт известен с 17 века. В начале 18 века он принадлежал иезуитам, которые построили здесь церковь. В конце 18 века в Ионишкисе находилась церковно-приходская школа, перестроенная в 1819 году.
В 1912 году в Ионишкисе поляков судили за подстрекательство к насилию над литовскоязычными людьми. В июле 1944 года по приказу немецкой оккупационной администрации около 100 евреев из Ионишкиса были расстреляны и захоронены в двух могилах.
В 1924 — 59 годах в городе работала начальная школа, в 1959—2013 годах — средняя школа.

## Население
| 1866                           | 1885* | 1905 | 1923 | 1959 | 1970 | 1977 |
| ------------------------------ | ----- | ---- | ---- | ---- | ---- | ---- |
| 239                            | 41    | 382  | 233  | 187  | 253  | 260  |
| 1979                           | 1985  | 1989 | 2001 | 2005 | 2011 | -    |
| 317                            | 294   | 336  | 325  | 332  | 258  | -    |
| Гистограмма динамики населения |       |      |      |      |      |      |

## Достопримечательности
- В Ионишкисе находится костёл Святого Иакова (1752)[4].

## Галерея

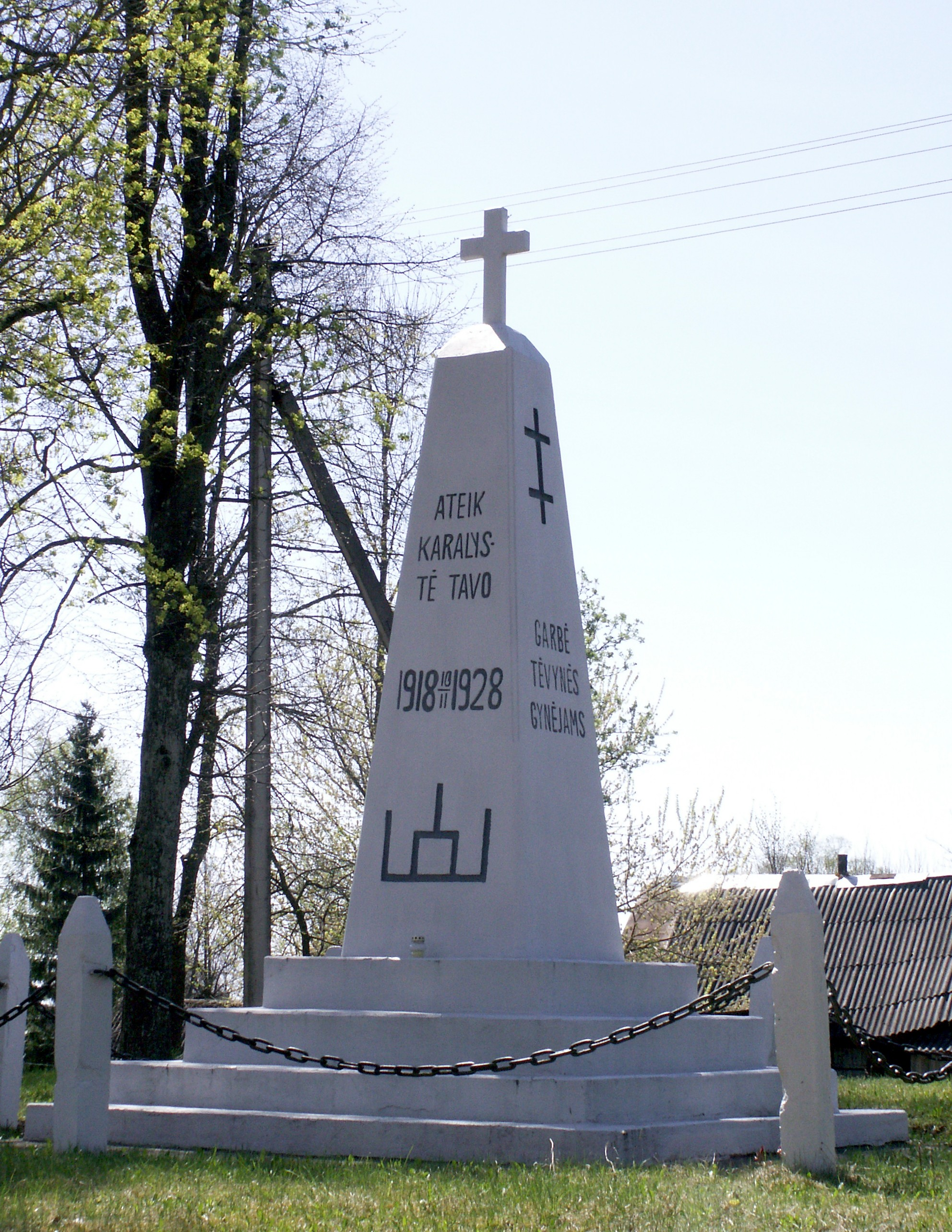
Памятник Десятилетию независимости Литвы.
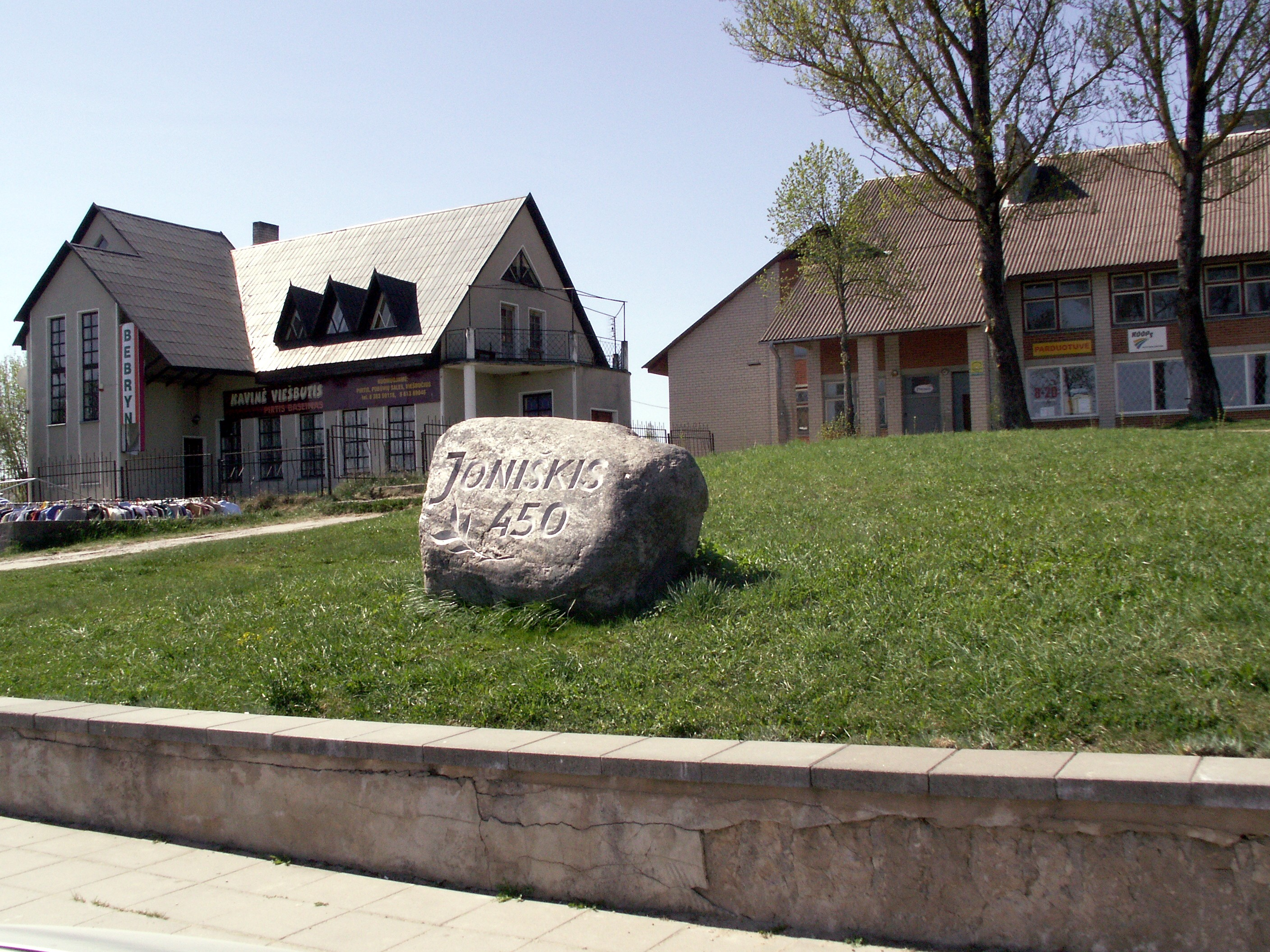
Городу 450 лет.
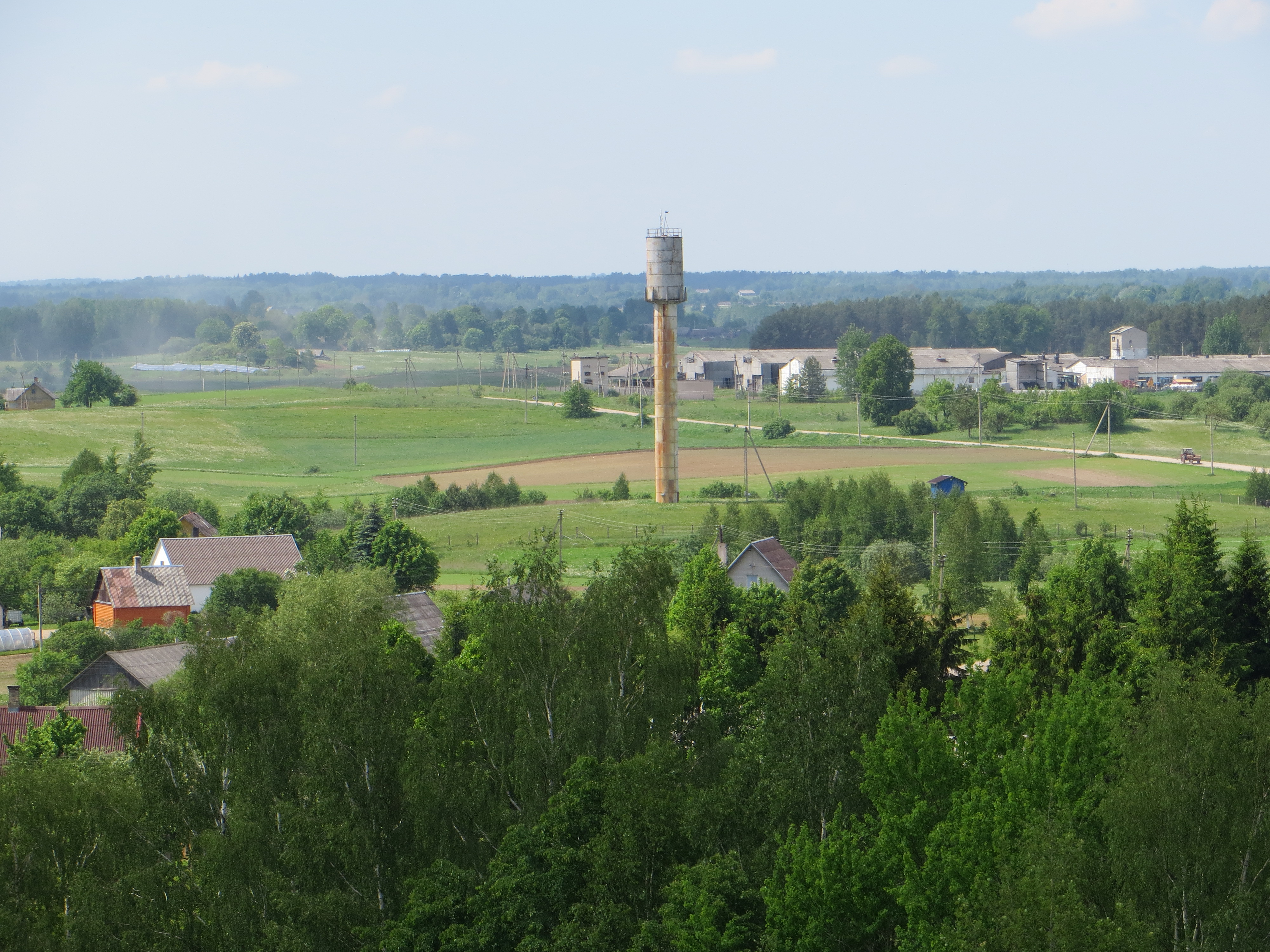
Водонапорная башня и фермы